# Teorema de Lax–Milgram
Em matemática, o Teorema de Lax-Milgram é um resultado de análise funcional com aplicação na teoria de equações à derivadas parciais. Esse teorema demonstra sob certas condições a existência e unicidade de uma solução fraca de um problema de valor de contorno.
Seu nome é uma homenagem aos matemáticos Peter Lax e Arthur Milgram.

## Enunciado
Sejam :
- {\displaystyle {\mathcal {H}}} um espaço de Hilbert munido de seu produdo escalar notado {\displaystyle \langle .,.\rangle }, da norma associada notada {\displaystyle \|.\|}
- {\displaystyle a(.\,,\,.)} uma forma bilinear (ou uma forma sesquilinear se {\displaystyle {\mathcal {H}}} é complexo) que é
  - contínua em {\displaystyle {\mathcal {H}}\times {\mathcal {H}}} : {\displaystyle \exists \,c>0,\forall (u,v)\in {\mathcal {H}}^{2}\,,\ |a(u,v)|\leq c\|u\|\|v\|}
  - coerciva em {\displaystyle {\mathcal {H}}} : {\displaystyle \exists \,\alpha >0,\forall u\in {\mathcal {H}}\,,\ a(u,u)\geq \alpha \|u\|^{2}}
- {\displaystyle L(.)} uma forma linear contínua em {\displaystyle {\mathcal {H}}}.

Sob essas hipóteses, existe um único {\displaystyle u} de {\displaystyle {\mathcal {H}}} tal que a equação {\displaystyle a(u,v)=L(v)} se verifica para todo {\displaystyle v} de {\displaystyle {\mathcal {H}}} :
{\displaystyle (1)\quad \exists !\ u\in {\mathcal {H}},\ \forall v\in {\mathcal {H}},\quad a(u,v)=L(v)}
Se ainda a forma bilinear {\displaystyle a} é simétrica, então {\displaystyle u} é o único elemento de {\displaystyle {\mathcal {H}}} que minimiza o funcional {\displaystyle J:{\mathcal {H}}\rightarrow \mathbb {R} } definido por {\displaystyle J(v)={\tfrac {1}{2}}a(v,v)-L(v)} para todo {\displaystyle v} de {\displaystyle {\mathcal {H}}}, ou seja :
{\displaystyle (2)\quad \exists !\ u\in {\mathcal {H}},\quad J(u)=\min _{v\in {\mathcal {H}}}\ J(v)}